# Выборы губернатора Ивановской области (2014)
Досрочные выборы губернатора Ивановской области  состоялись в Ивановской области 14 сентября 2014 года в единый день голосования. Выборы были назначены в связи с досрочной отставкой губернатора Михаила Меня. Президент РФ Владимир Путин назначил врио губернатора Павла Конькова, который и выиграл выборы, набрав 80,32 % голосов избирателей.
На 1 января 2014 года в Ивановской области было зарегистрировано 856 249 избирателей (в 2013—860 496).

## Предшествующие события
С конца 2005 года по октябрь 2013 года правительство Ивановской области возглавлял Михаил Мень. В 2005 году он был назначен на должность президентом Путиным через процедуру утверждения областным парламентов. Перед назначением вступил в партию «Единая Россия». В 2010 году депутаты Ивановской областной думы продлили губернаторские полномочия ещё на 5 лет. Второй срок истекал в декабре 2015 года. Однако в октябре 2013 года Мень неожиданно ушёл в отставку по собственному желанию, объяснив это личными обстоятельствами, переездом в Москву и переходом на другое место работы. Временно исполняющим обязанности губернатора президент Путин назначил Павла Конькова, первого заместителя председателя правительства Ивановской области по экономическому развитию. О новой же работе ушедшего Меня стало известно 1 ноября, когда президент Путин объявил о создании министерства строительства и жилищно-коммунального хозяйства и назначил Михаила Меня его руководителем.
Поскольку Коньков был назначен уже после проведения единого дня голосования в 2013 году, который состоялся 8 сентября, то в статусе врио он возглавлял правительство области почти год, до вступления в должность губернатора, на которую он был избран в единый день голосования 14 сентября 2014 года.

## Ход событий
- 5 июня — выборы губернатора назначены
- 6 июня — начало агитационного периода
- с 6 июня по 6 июля — период выдвижения кандидатов в губернаторы
- с 5 июля по 30 июля — регистрация кандидатов
- 16 августа — начало агитации в СМИ

## Выдвижение и регистрации кандидатов

### Право выдвижения
Губернатором может быть избран гражданин Российской Федерации, достигший возраста 30 лет.
В Ивановской области кандидаты выдвигаются только политическими партиями, имеющими в соответствии с федеральными законами право участвовать в выборах. Таким правом обладают 128 партий или их региональных отделений. При этом кандидатам не обязательно быть членом какой-либо партии.
У кандидата не должно быть гражданства иностранного государства либо вида на жительство в какой-либо иной стране.
С июня 2013 года кандидат в губернаторы области обязан также представить в избирком письменное уведомление о том, что он не имеет счетов (вкладов), не хранит наличные денежные средства и ценности в иностранных банках. Все таковые счета кандидат обязан закрыть к моменту своей регистрации.

### Поддержка выдвижения (муниципальный фильтр)
1 июня 2012 года вступил в силу закон, вернувший прямые выборы глав субъектов Российской Федерации. Однако был введён так называемый муниципальный фильтр. Всем кандидатам на должность главы субъекта РФ (как выдвигаемых партиями, так и самовыдвиженцам), согласно закону, требуется собрать в свою поддержку от 5 % до 10 % подписей от общего числа муниципальных депутатов и избранных на выборах глав муниципальных образований, в числе которых должно быть от 5 до 10 депутатов представительных органов муниципальных районов и городских округов и избранных на выборах глав муниципальных районов и городских округов. Муниципальным депутатам представлено право поддержать только одного кандидата.
В Ивановской области кандидаты должны собрать подписи муниципальных депутатов в количестве 10% от общего числа. Из них 10% должны быть депутатами районных и городских советов и (или) главами районов и городских округов. Остальные могут быть депутатами сельских поселений. 4 июня областной избирком опубликовал расчёт количества необходимых подписей. Всего в области 1620 депутатов и глав муниципальных образований. Таким образом кандидат должен собрать не менее 162 и не более 170 подписей. Из них не менее 49 и не более 51 подписи должны принадлежать депутатам и избранным главам городского или районного уровня. При этом подписи депутатов и избранных глав городского или районного уровня должны быть собраны не менее чем в 21 районе или городе Ивановской области.
В Ивановской области зарегистрировано 128 региональных отделений партий, которые могут выдвигать кандидатов. Однако, учитывая условия муниципального фильтра, который предполагает сбор каждым кандидатом 10% голосов муниципальных депутатов (с учетом того, что каждый депутат может поставить подпись только за одного кандидата), число кандидатов, которые теоретически могут успешно собрать подписи ограничивается десятью.

### Кандидаты в Совет Федерации
С декабря 2012 года действует новый порядок формирования Совета Федерации. Так каждый кандидат на должность губернатора Ставропольского края при регистрации должен представить список из трёх человек, первый из которых, в случае избрания кандидата на должность главы, станет сенатором в Совете Федерации от правительства региона.

## Кандидаты
| Кандидат          | Должность (на момент выдвижения)                                       | Партия                 | Статус                 | Дата регистрации | Собрано подписей/Признано действительными |
| ----------------- | ---------------------------------------------------------------------- | ---------------------- | ---------------------- | ---------------- | ----------------------------------------- |
| Сергей Вальцев    | директор ООО «Олимп»                                                   | Патриоты России        | зарегистрирован        | 1.08.2014        | 167/167                                   |
| Николай Зимин     | первый секретарь Ивановского обкома КПРФ                               | КПРФ                   | зарегистрирован        | 18.07.2014       | 170/166                                   |
| Павел Коньков     | врио губернатора Ивановской области                                    | Единая Россия          | зарегистрирован        | 11.07.2014       | 169/169                                   |
| Эдуард Крюков     | пенсионер ФСБ России                                                   | Народ против коррупции | отказано в регистрации | -                | -                                         |
| Александр Петелин | председатель Совета регионального отделения партии Справедливая Россия | Справедливая Россия    | зарегистрирован        | 31.07.2014       | 165/165                                   |
| Сергей Сироткин   | депутат Госдумы                                                        | ЛДПР                   | зарегистрирован        | 1.08.2014        | 169/163                                   |

## Итоги выборов
В выборах в приняли участие 311 593 человека, таким образом явка избирателей составила 36,85%.
| Явка избирателей                                      | Явка избирателей                                      | Явка избирателей | Явка избирателей |
| ----------------------------------------------------- | ----------------------------------------------------- | ---------------- | ---------------- |
| Число избирателей, включённых в список избирателей    | Число избирателей, включённых в список избирателей    | 845 532          | 100 %            |
| Из них приняли участие в выборах (выдано бюллетеней)  | Из них приняли участие в выборах (выдано бюллетеней)  | 311 593          | 36,85 %          |
| Процент испорченных бюллетеней                        |                                                       |                  |                  |
| Приняли участие в голосовании (возвращёно бюллетеней) | Приняли участие в голосовании (возвращёно бюллетеней) | 311 312          | 100 %            |
| Из них действительных бюллетеней                      | Из них действительных бюллетеней                      | 308 043          |                  |
| Из них недействительных бюллетеней                    | Из них недействительных бюллетеней                    | 3 269            | 1,05 %           |
| Распределение голосов:                                |                                                       |                  |                  |
| 1.                                                    | Павел Коньков                                         | 250 048          | 80,32 %          |
| 2.                                                    | Николай Зимин                                         | 24 386           | 7,83 %           |
| 3.                                                    | Сергей Сироткин                                       | 19 951           | 6,41 %           |
| 4.                                                    | Александр Петелин                                     | 8988             | 2,89 %           |
| 5.                                                    | Сергей Вальцев                                        | 4670             | 1,50 %           |
| Число действительных (учтённых) бюллетеней            | Число действительных (учтённых) бюллетеней            | 308 043          | 100 %            |

Выборы выиграл Павел Коньков, набравший 80,32 % голосов избирателей. 19 сентября он вступил в должность губернатора Ивановской области и в тот же день назначил сенатором от правительства Ивановской области Валерия Васильева.